# Le Doigt qui accuse
Pour plus de détails, voir Fiche technique et Distribution.
Le Doigt qui accuse (titre original : The Accusing Finger) est un film de procès américain réalisé par James Patrick Hogan et sorti en 1936.

## Synopsis
Un avocat est responsable de l'envoi en prison d'un innocent pour un assassinat qu'il n'a pourtant pas commis. Quand la femme de l'avocat est assassinée, personne ne le croit quand il clame son innocence.

## Fiche technique
- Titre original : The Accusing Finger
- Réalisation : James P. Hogan
- Scénario : Madeleine Ruthven, Brian Marlow, John Bright
- Photographie : Henry Sharp
- Direction Artistique : Hans Dreier et Hans Radon
- Montage : Chandler House
- Musique : Boris Morros
- Décors : A.E. Freudeman
- Son : Charles Hisserich et John Cope
- Durée : 62 minutes
- Dates de sortie : 
  - États-Unis : 17 novembre 1936
  - France : 26 février 1937

## Distribution
- Paul Kelly : Douglas Goodwin
- Marsha Hunt : Claire Patterson
- Kent Taylor : Jerry Welch
- Robert Cummings : Jimmy Ellis
- Harry Carey : Sénateur Nash
- Bernadene Hayes : Muriel Goodwin
- Joe Sawyer : Père Reed (le prêtre)
- DeWitt Jennings : Gardien de prison
- Russell Hicks : Sénateur Forrest
- Jonathan Hale : Procureur spécial
- Rollo Lloyd : Dr Simms
- Paul Fix : John 'Twitchy' Burke
- Sam Flint : Procureur général Benton
- Ralf Harolde : 'Spud'
- Fred Kohler : Johnson
- Hilda Vaughn : Servante
- Ellen Drew
- William Hopper : Reporter

Acteurs non crédités
- Frederick Burton : Gouverneur
- Ralph Lewis : Sénateur
- Arthur Loft : Prisonnier
- Ward Bond : garde
- Dennis O'Keefe : reporter